# Non plus ultra
 Non plus ultra лат. (изговор:  нон плус ултра). Даље се не може.

## Поријекло израза
Ријечи су записане и у Библији, Књига о Јову, 38,11, када Бог говори како је заповиједио мору: „До овдје ћеш долазити, а даље нећеш, и ту ће се засустављати поносни таласи твоји“.

## Тумачење
За нешто што се не може надмашити, што је недостижно, врхунско, каже се: Даље се не може (лат. Non plus ultra)